# Basedowstraße 13 (Magdeburg)

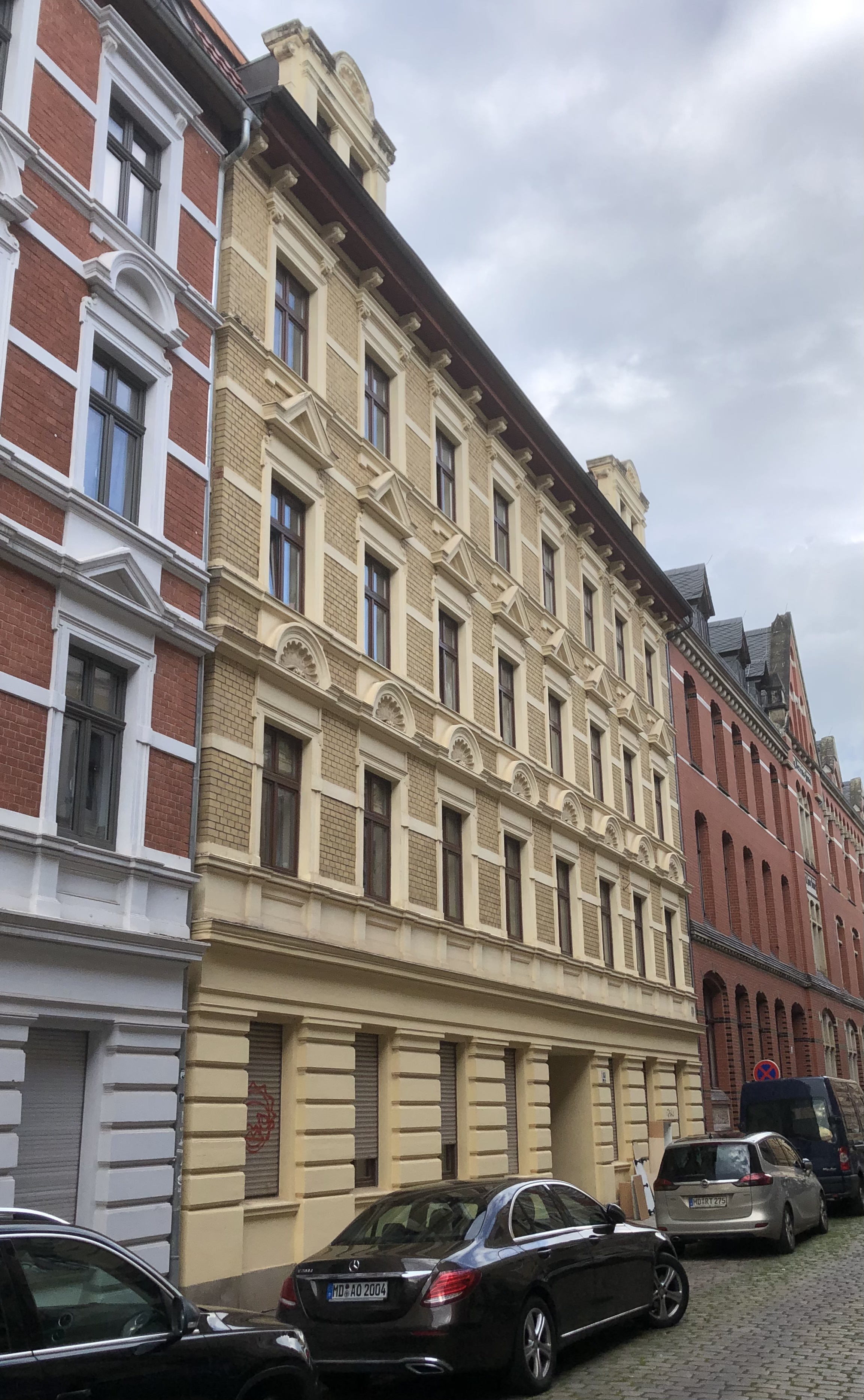
Basedowstraße 13 in Magdeburg, 2021

Das Gebäude Basedowstraße 13 ist ein denkmalgeschütztes Wohnhaus in Magdeburg in Sachsen-Anhalt.

## Lage
Es befindet sich auf der Nordseite der Basedowstraße im Magdeburger Stadtteil Buckau. Unmittelbar westlich grenzt das gleichfalls denkmalgeschützte Haus Basedowstraße 11, östlich die Strubesche Stiftung an. Zugleich gehört es zum Denkmalbereich Basedowstraße.

## Architektur und Geschichte
Der viergeschossige Bau entstand im Jahr 1891 nach einem Entwurf von Bercht. Die achtachsige Fassade des Ziegelbaus ist zurückhaltend mit Formen im Stil des Neobarocks repräsentativ gegliedert. Am Erdgeschoss findet sich eine Rustizierung.
Im örtlichen Denkmalverzeichnis ist das Wohnhaus unter der Erfassungsnummer 094 17772 als Baudenkmal verzeichnet.
Das Haus gilt als Teil des gründerzeitlichen Straßenzugs als städtebaulich bedeutsam.